# Brigada 5 Roșiori (1918-1920)
Brigada 5 Roșiori a fost o mare unitate de infanterie, de nivel tactic, din Armata României, care a participat la acțiunile militare postbelice, din perioada 1918-1920, fiind formată din Regimentul 6 Roșiori și Regimentul 7 Roșiori. Brigada a făcut parte din compunerea de luptă a Diviziei 2 Cavalerie, comandată de colonelul Alexandru Constantinidi., 

## Compunerea de luptă
În perioada campaniei din 1919, brigada a avut următoarea compunere de luptă
- Brigada 5 Roșiori

- Regimentul 1 Infanterie – comandant: colonel ”Popp Em.”

- Divizionul 1 - comandant:  maior Mittescu M. Esc.
- Divizionul 2- comandant: lt.colonel ”Budescu Eugen”

- Regimentul 7 Roșiori- comandant: colonel ”Constantiu M.”

- Divizionul 1 – commandant: colonel ”Grozăvescu V.”
- Divizionul 2- comandant: maior ”Bogdănescu C”

## Participarea la operații

### Campania anului 1919
În cadrul acțiunilor militare postbelice,  Brigada 5 Roșiori a participat la acțiunile militare în dispozitivul de luptă al Diviziei 1 Cavalerie, participând la Operația ofensivă la vest de Tisa. , 
- Colonel Alexandru Constantinidi